# Diocesi di Albany
La diocesi di Albany (in latino Dioecesis Albanensis) è una sede della Chiesa cattolica negli Stati Uniti d'America suffraganea dell'arcidiocesi di New York. Nel 2022 contava 316.275 battezzati su 1.400.000 abitanti. È retta dal vescovo Edward Bernard Scharfenberger.

## Territorio
La diocesi comprende le seguenti contee dello Stato di New York negli Stati Uniti d'America: Albany, Columbia, Delaware, Fulton, Greene, Montgomery, Otsego, Rensselaer, Saratoga, Schenectady, Schoharie, Warren e Washington e porzioni delle contee di Hamilton e di Herkimer.
Sede vescovile è la città di Albany, dove si trova la cattedrale dell'Immacolata Concezione (Cathedral of the Immaculate Conception). Nel territorio sorgono anche due santuari nazionali: il santuario di Nostra Signora dei Martiri a Auriesville, e il santuario di Santa Kateri Tekakwitha a Fonda.
Il territorio si estende su 26.985 km² ed è suddiviso in 126 parrocchie.

## Storia
Durante il periodo coloniale, questa parte dello Stato di New York dipendeva fin dal XVII secolo dai missionari del Québec, i primi a giungere in queste terre; tra questi anche sant'Isacco Jogues, missionario tra i Mohawk; successivamente, dopo il 1764, il territorio fu sottomesso ai sacerdoti delle colonie anglosassoni e ai missionari che giungevano nel continente dall'Inghilterra e che, dal punto di vista giuridico, dipendevano dal vicario apostolico di Londra. Dopo l'indipendenza americana, il territorio conobbe una rapida crescita con l'afflusso di numerosi immigrati europei, soprattutto irlandesi; fu l'arcivescovo di Baltimora John Carroll a dare impulso all'attività dei missionari in questa parte dello Stato di New York. Ad Albany fu aperta la prima chiesa cattolica nel 1797.
La diocesi è stata eretta il 23 aprile 1847 con il breve Ad supremum apostolatus di papa Pio IX, ricavandone il territorio dalla diocesi di New York. Fu nominato primo vescovo John McCloskey, già vescovo coadiutore di New York, che in seguito venne trasferito nella stessa New York e creato cardinale nel 1875, il primo per gli Stati Uniti.
Originariamente suffraganea dell'arcidiocesi di Baltimora, il 19 luglio 1850 è entrata a far parte della provincia ecclesiastica dell'arcidiocesi di New York.
La cattedrale è stata consacrata il 21 novembre 1852, due anni prima della proclamazione del dogma dell'Immacolata Concezione, a cui fu dedicato l'edificio. In seguito, il vescovo Francis McNeirny operò delle sostanziali modifiche modellando l'edificio sulla cattedrale di Colonia.
Nel 1865 fu aperto a Troy un seminario per l'intera provincia ecclesiastica newyorkese, il St. Joseph's seminary, che fu tuttavia chiuso nel 1896. Il seminario diocesano Mater Christi verrà aperto durante l'episcopato di Edmund Francis Gibbons.
Il 16 febbraio 1872 e il 26 novembre 1886 ha ceduto porzioni del suo territorio a vantaggio dell'erezione rispettivamente delle diocesi di Ogdensburg e di Syracuse.

## Cronotassi dei vescovi
Si omettono i periodi di sede vacante non superiori ai 2 anni o non storicamente accertati.
- John McCloskey † (21 maggio 1847 - 6 maggio 1864 nominato arcivescovo di New York)
- John Joseph Conroy † (7 luglio 1865 - 12 ottobre 1877 dimesso[2])
- Francis McNeirny † (12 ottobre 1877 succeduto - 2 gennaio 1894 deceduto)
- Thomas Martin Aloysius Burke † (11 maggio 1894 - 20 gennaio 1915 deceduto)
- Thomas Francis Cusack † (5 luglio 1915 - 12 luglio 1918 deceduto)
- Edmund Francis Gibbons † (10 marzo 1919 - 10 novembre 1954 dimesso[3])
- William Aloysius Scully † (10 novembre 1954 succeduto - 5 gennaio 1969 deceduto)
- Edwin Bernard Broderick † (19 marzo 1969 - 3 giugno 1976 dimesso)
- Howard James Hubbard † (1º febbraio 1977 - 11 febbraio 2014 ritirato)
- Edward Bernard Scharfenberger, dall'11 febbraio 2014

## Statistiche
La diocesi nel 2022 su una popolazione di 1.400.000 persone contava 316.275 battezzati, corrispondenti al 22,6% del totale.
| anno | popolazione | popolazione | popolazione | presbiteri | presbiteri | presbiteri | presbiteri                | diaconi | religiosi | religiosi | parrocchie |
| anno | battezzati  | totale      | %           | numero     | secolari   | regolari   | battezzati per presbitero | diaconi | uomini    | donne     | parrocchie |
| ---- | ----------- | ----------- | ----------- | ---------- | ---------- | ---------- | ------------------------- | ------- | --------- | --------- | ---------- |
| 1909 | 193.525     | ?           | ?           | 226        | 175        | 51         | 856                       |         | 55        | 698       | 118        |
| 1950 | 285.775     | 952.022     | 30,0        | 577        | 379        | 198        | 495                       |         | 315       | 710       | 159        |
| 1959 | 357.600     | 1.031.747   | 34,7        | 630        | 396        | 234        | 567                       |         | 368       | 1.680     | 206        |
| 1965 | 397.612     | 1.160.420   | 34,3        | 728        | 473        | 255        | 546                       |         | 390       | 1.872     | 208        |
| 1968 | 426.968     | 1.322.000   | 32,3        | 743        | 472        | 271        | 574                       |         | 386       | 1.468     | 207        |
| 1976 | 424.219     | 1.472.684   | 28,8        | 629        | 417        | 212        | 674                       |         | 397       | 1.245     | 207        |
| 1980 | 412.000     | 1.492.000   | 27,6        | 527        | 369        | 158        | 781                       | 36      | 248       | 1.422     | 201        |
| 1990 | 427.022     | 1.123.090   | 38,0        | 495        | 327        | 168        | 862                       | 81      | 237       | 1.168     | 199        |
| 1999 | 403.403     | 1.340.388   | 30,1        | 424        | 306        | 118        | 951                       | 93      | 86        | 1.001     | 186        |
| 2000 | 411.000     | 1.365.000   | 30,1        | 410        | 292        | 118        | 1.002                     | 87      | 214       | 951       | 184        |
| 2001 | 411.000     | 1.386.200   | 29,6        | 369        | 264        | 105        | 1.113                     | 89      | 199       | 934       | 183        |
| 2002 | 400.000     | 1.340.450   | 29,8        | 362        | 257        | 105        | 1.104                     | 91      | 199       | 910       | 182        |
| 2003 | 400.000     | 1.342.460   | 29,8        | 354        | 246        | 108        | 1.129                     | 95      | 194       | 895       | 181        |
| 2004 | 400.000     | 1.342.465   | 29,8        | 335        | 227        | 108        | 1.194                     | 97      | 188       | 867       | 178        |
| 2006 | 403.000     | 1.351.000   | 29,8        | 340        | 232        | 108        | 1.185                     | 105     | 188       | 832       | 167        |
| 2012 | 337.200     | 1.374.000   | 24,5        | 248        | 189        | 59         | 1.359                     | 105     | 128       | 646       | 128        |
| 2015 | 345.000     | 1.412.000   | 24,4        | 235        | 173        | 62         | 1.468                     | 108     | 110       | 588       | 126        |
| 2018 | 300.000     | 1.388.040   | 21,6        | 207        | 171        | 36         | 1.449                     | 108     | 88        | 525       | 126        |
| 2020 | 313.400     | 1.388.040   | 22,6        | 218        | 173        | 45         | 1.437                     | 108     | 107       | 490       | 126        |
| 2022 | 316.275     | 1.400.000   | 22,6        | 211        | 166        | 45         | 1.498                     | 114     | 105       | 455       | 126        |